# CSS Texas
Le CSS Texas (Confederate States Ship Texas), était un cuirassé à coque en fer muni d'un bélier de la Confederate States Navy, ainsi baptisé en l'honneur de l'État du Texas. Il était le sister-ship du CSS Columbia.

## Histoire
Sa quille fut fabriquée à Richmond en Virginie. Il fut lancé en janvier 1865, au moment où le général Robert Lee se préparait à évacuer Richmond, le 3 avril 1865. Il était encore inachevé mais intact dans une cale sèche de la marine sudiste dans le port de la ville, l'un des deux seuls navires qui échappèrent à la destruction lors du départ des troupes confédérées. Capturé lorsque la cité tomba, le cuirassé fut incorporé à l’United States Navy, mais ne fut pas mis en service. Le Texas fut amarré à Norfolk jusqu'au 15 octobre 1867, lorsqu'il fut vendu à la J.N. Leonard & Co. de New Haven dans le Connecticut.

## Œuvres de fiction
Dans le film Sahara de 2005, basé sur la nouvelle de Clive Cussler de 1992, Sahara, un CSS Texas de fiction est supposé avoir traversé l'Atlantique en direction de l'Afrique, à la fin de la Guerre de Sécession, puis avoir remonté le fleuve Niger avant de s'échouer dans le désert du Mali.